# John Lilburne

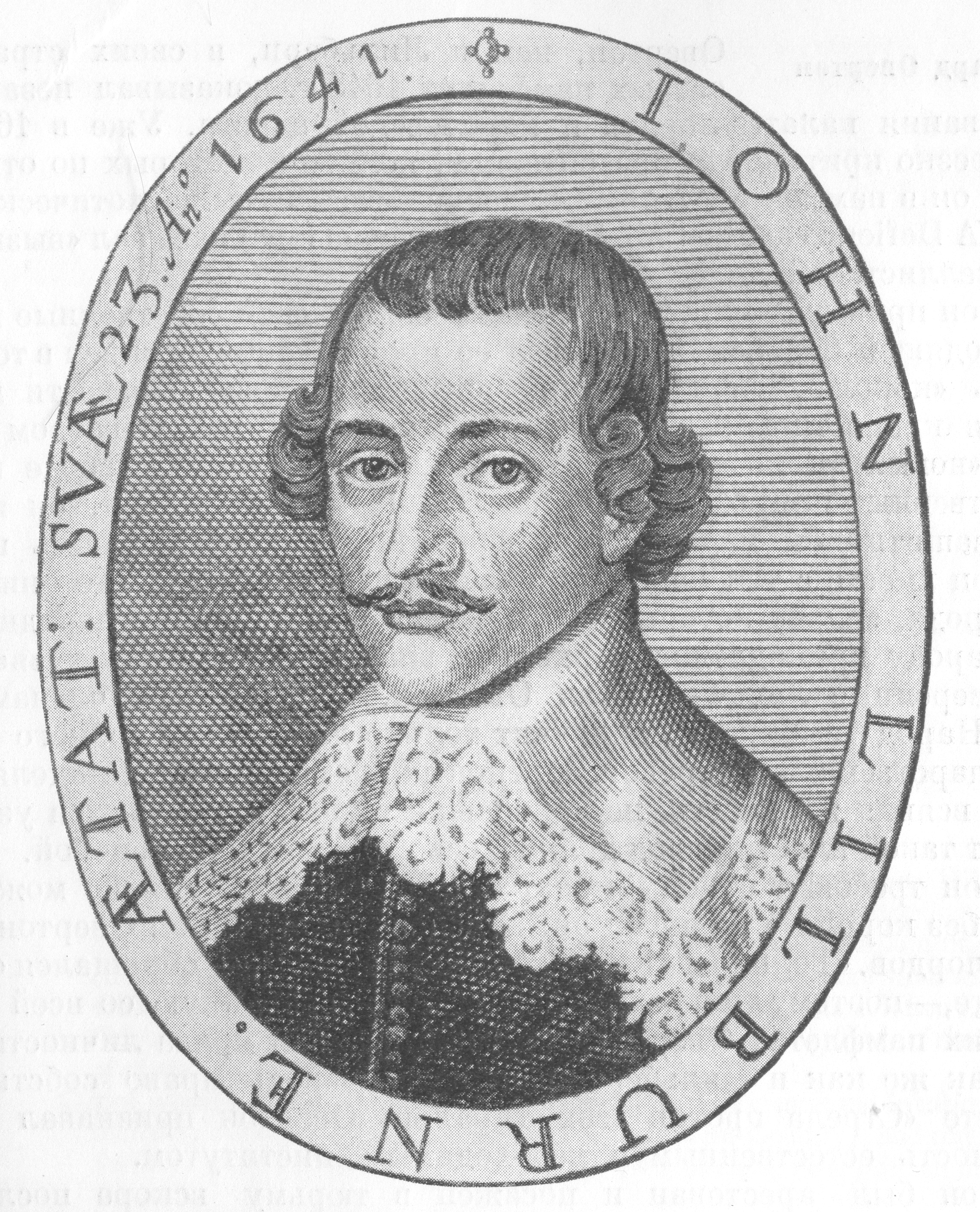
John Lilburne.

John Lilburne, född omkring 1614, död den 28 augusti 1657, var en engelsk agitator och politisk pamflettförfattare.
Lilburne fick utstå hårt fängelse (1638–1640) för spridande av William Prynnes puritanska pamfletter, befriades genom långa parlamentets ingripande och avancerade efter inbördeskrigets utbrott till överstelöjtnant i parlamentets armé, men tog 1645 avsked, på grund av att han som independent inte ville förpliktiga sig till presbyterianernas "covenant". Sedan låg han i ständiga politiska fejder, först med parlamentets ledande män, sedan med det efter Karl I:s död tillsatta statsrådet och med Cromwell samt insattes gång på gång i Towern på grund av sina våldsamma politiska flygskrifter (exempelvis England's new chains discovered, I–II, 1649).
Han uppträdde även som en av ledarna för levellers och hade stor andel i tillkomsten av deras politiska aktstycken, som Agreement of the people och petitionen om överhusets avskaffande (1648). Landsförvisad 1652, återkom Lilburne 1653, ställdes då ånyo för rätta, men frikändes till stor glädje för Londonbefolkningen. Cromwell lät dock kvarhålla honom som uppviglare i fängelse; där blev han kväkare och försattes kort före sin död på fri fot. Verner Söderberg skriver i Nordisk familjebok: "L. var en orädd förfäktare af folkets rätt mot myndigheternas och parlamentets godtycke, men äfven hans mest välmenta skrifter vanställdes oftast af personlig hämndlystnad och lättrogen misstänksamhet. För de engelska statsrättsliga idéernas utveckling ha de dock sitt värde."